# 相干性
在物理學中，相干性又称同調性，陈述两列波相互干扰的可能性。来自同一单光源的两单色光束总是相互干扰（干涉）。若两个波源的频率和波形相同，则它们是相干的（coherent）或同调的。相干的的两波物理源（physical source）并不严格限单色的，它们可能是部分相干的（partly coherent）。但来自不同物理源的光束，则互为非相干的（incoherent）。
相干性是波的一个理想内禀属性，它使波可进行“定态干涉”（stationary interference，时间或空间固定下的干涉）；亦即為了產生顯著的干涉現象，波所需具備的性質。相干性描述一个波列在同一时间不同位置，或者在同一位置不同时间的“振动间有恒定相位关系”的特性，可分为空间相干性、时间相干性和部分相干性三种。更概括地说，相干性描述了单波与自己、多波之间、波包之间，某些物理量间的相关特性。
當兩個波彼此相互干涉時，因為相位的差異，會造成相长干涉或相消干涉。假若兩個正弦波的相位差為常數，則這兩個波的頻率必定相同，稱這兩個波「完全相干」。兩個「完全不相干」的波，例如白炽灯或太陽所發射出的光波，由於產生的干涉圖樣不穩定，無法被明顯地觀察到。在這兩種極端之間，存在著「部分相干」的波。
相干性大致分為時間相干性與空間相干性兩類。時間相干性與波的頻寬有關；而空間相干性則與波源的有限尺寸有關。
波與波之間的相干性可以用相干度來量度。干涉可見度是波與波之間的干涉圖樣的輻照度對比，相干度可以從干涉可見度計算出來。

## 波源
一般而言，互不相關的波源無法形成可觀察到的干涉圖樣。例如白炽灯或太陽是由很多互不相關、持續生成的微小發光點所組成，每一個發光點只會作用一段時間{\displaystyle \Delta t\approx 10^{-8}-10^{-9}sec}，發射出一個有限長度的波列，之後，再也不會發光，但在其它位置，又會出現新的發光點。為了要能拍攝到這類光源所產生的由兩個波列疊加形成的干涉圖樣，攝影儀器的曝光時間必須要小於{\displaystyle \Delta t}。在舊時，無法製造出這麼高階的攝影儀器，因此從這類光源很難拍攝到干涉圖樣。但是，通過適當處理，仍舊可以觀察到這些光源的干涉圖樣。:457, 460
為了要觀察到這些互不相關的波源所形成的涉圖樣，必須從這些波源製造出相干性較高的波。有兩種方法可以達成這目標：
1. 第一種方法稱為「波前分割法」。從微小波源發射出的波，其波前與微小波源之間的距離大致相等。使用具有幾條狹縫的檔板來過濾從微小波源發射出的波，只要這些狹縫與微小波源之間的距離相等，就可以保證同樣的波前入射於這幾條狹縫。位於波前的每一點都可以視為一個波源，會發射出次波。因此，從這幾條狹縫衍射出來的次波，其相位大致相同。楊氏雙縫實驗就是藉著這方法製成兩束相干性較高的光波，這兩束光波會在觀察屏產生干涉圖樣。
2. 第二種方法稱為「波幅分割法」。用半透射、半反射的半鍍銀鏡，可以將光波一分為二，製造出透射波與反射波，這兩束光波非常相似，相干性非常高。假設這兩束光波的光程長度不相等，則由於在觀察屏的相位不同，會產生明顯不同的干涉圖樣。邁克生干涉儀使用的就是這種方法。[5]

自從激光、激微波的發明以後，物理學者不再為尋找高相干性的光源這問題而煩惱，激光所製造出來的波列通常能維持{\displaystyle \Delta t\approx 10^{-3}sec}之久。這給予足夠的曝光時間來拍攝干涉圖樣。

## 應用
以前，只有在學習光學的楊式雙縫實驗時，才會接觸到相干性這術語。現今許多涉及波動的領域，像聲學、電子工程、量子力學等等，都會使用到這術語。許多科技的運作都倚賴相干性質為基礎。例如，全像攝影術、音波相位陣列、光學相干斷層掃描、天文光學干涉儀、與射電望遠鏡、等等。

## 相干性與相關性
兩個波的相干性，稱為「互相干性」，來自於它們彼此之間的相關程度，也就是說，它們彼此之間的相似程度。互相關函數可以量度互相干性。:564:545-550
互相關函數可以量度從一個波預測另一個波的能力。舉例而言，設想完全同步相關的兩個波。在任意時間，假若一個波發生任何變化，則另一個波也會做出同樣的變化；讓這兩個波互相干涉，則在任意時間，它們都會展示出完全相長干涉，它們具有完全相干性。互相關函數可以用來支持模式識別系統，例如，指紋識別。
如稍後所述，第二個波不必是另外一個實體，它可能是在不同時間或不同位置的第一個波。這案例所涉及的相關稱為「自相干性」；對於這案例，可以用自相關函數來量度自相干性。自相關函數可以用來從帶有隨機噪聲背景的信號中提取出資訊信號。:545-550

### 嚴格定義
假設在點S1、點S2的波擾分別為{\displaystyle {\tilde {E}}_{1}(t)}、{\displaystyle {\tilde {E}}_{2}(t)}（波浪號代表複數），則其互相關函數{\displaystyle {\tilde {\Gamma }}_{12}(\tau )}為:566-571:115-118
{\displaystyle {\tilde {\Gamma }}_{12}(\tau )=\langle {\tilde {E}}_{1}(t+\tau ){\tilde {E}}_{2}^{\,*}(t)\rangle \ {\stackrel {def}{=}}\ \lim _{T\rightarrow \infty }{\frac {1}{T}}\int _{0}^{T}{\tilde {E}}_{1}(t+\tau ){\tilde {E}}_{2}^{\,*}(t)\mathrm {d} t}；
其中，單書名號表示取時間平均值，{\displaystyle T}是平均的時間間隔，{\displaystyle \tau }是相對時移。
互相關函數又稱為「互相干函數」。理論而言，必需取{\displaystyle T}趨向於無窮大的極限；然而，實際而言，只要平均的時間間隔比相干時間（大約是有限長度的波列通過某固定點的有限時間）長久很多就行了。
從互相關函數的定義式，可以衍生出自相關函數，又稱為「自相干函數」。波{\displaystyle {\tilde {E}}_{1}(t)}與相對時移{\displaystyle \tau }的自己波，兩者之間的自相干函數為
{\displaystyle {\tilde {\Gamma }}_{11}(\tau )=\langle {\tilde {E}}_{1}(t+\tau ){\tilde {E}}_{1}^{\,*}(t)\rangle }。
歸一化的互相干函數{\displaystyle {\tilde {\gamma }}_{12}(\tau )}又稱為兩個波的「複相干度」，以方程式表示為
{\displaystyle {\tilde {\gamma }}_{12}(\tau )={\frac {{\tilde {\Gamma }}_{12}(\tau )}{\sqrt {{\tilde {\Gamma }}_{11}(0){\tilde {\Gamma }}_{22}(0)}}}={\frac {\langle {\tilde {E}}_{1}(t+\tau ){\tilde {E}}_{2}^{\,*}(t)\rangle }{\sqrt {\langle |{\tilde {E}}_{1}(t)|^{2}\rangle \langle |{\tilde {E}}_{2}(t)|^{2}\rangle }}}}。
從柯西-施瓦茨不等式可以推導出{\displaystyle |{\tilde {\gamma }}_{12}(\tau )|\leq 1}。
絕對值{\displaystyle |{\tilde {\gamma }}_{12}(\tau )|}就是「相干度」。當{\displaystyle |{\tilde {\gamma }}_{12}(\tau )|=1}時，波{\displaystyle {\tilde {E}}_{1}}與波{\displaystyle {\tilde {E}}_{2}}完全相干；當{\displaystyle |{\tilde {\gamma }}_{12}(\tau )|=0}時，兩個波完全不相干；當{\displaystyle 0<|{\tilde {\gamma }}_{12}(\tau )|<1}時，兩個波部分相干。

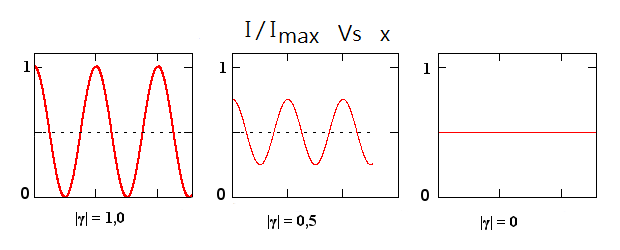
本圖展示各種干涉圖樣的明暗條紋的清晰程度與干涉可見度的關係。縱軸是輻照度除以最大輻照度，橫軸是空間坐標。

「干涉可見度」量度干涉圖樣的明暗條紋的清晰程度，以方程式定義，
{\displaystyle {\mathcal {V}}={\frac {I_{max}-I_{min}}{I_{max}+I_{min}}}}；
其中，{\displaystyle I_{max}}、{\displaystyle I_{min}}分別為干涉圖樣的最大輻照度與最小幅照度。
干涉可見度的范围在0到1之间。假設兩個波的振幅相等，則干涉可見度等於相干度：
{\displaystyle {\mathcal {V}}=|{\tilde {\gamma }}_{12}(\tau )|}。

## 各種波動實例
下述這些波的共同之處是，它們的物理行為可以用波動方程式或推廣的波動方程式來描述：
- 繩索的機械波。
- 液體的表面波。
- 電纜的電磁波。
- 聲波。
- 無線電波與微波。
- 光波。
- 量子尺寸粒子的物質波。

這些種類的波的物理行為，大多數可以直接測量獲得。因此，波與波之間的互相干函數可以很簡單地求得。但是，在光學裏，不能直接的測量電磁場，因為電磁場的震盪太快，比任何探測器的時間分辨率還要快。可行之道是測量光波的輻照度。
大多數在這條目提到的涉及相干性的概念，都是先在光學領域發展成功，然後再適應於其它領域。因此，許多相干性測量標準都是採用間接地測量，甚至在可以直接測量的領域，都是這樣做。

## 時間相干性

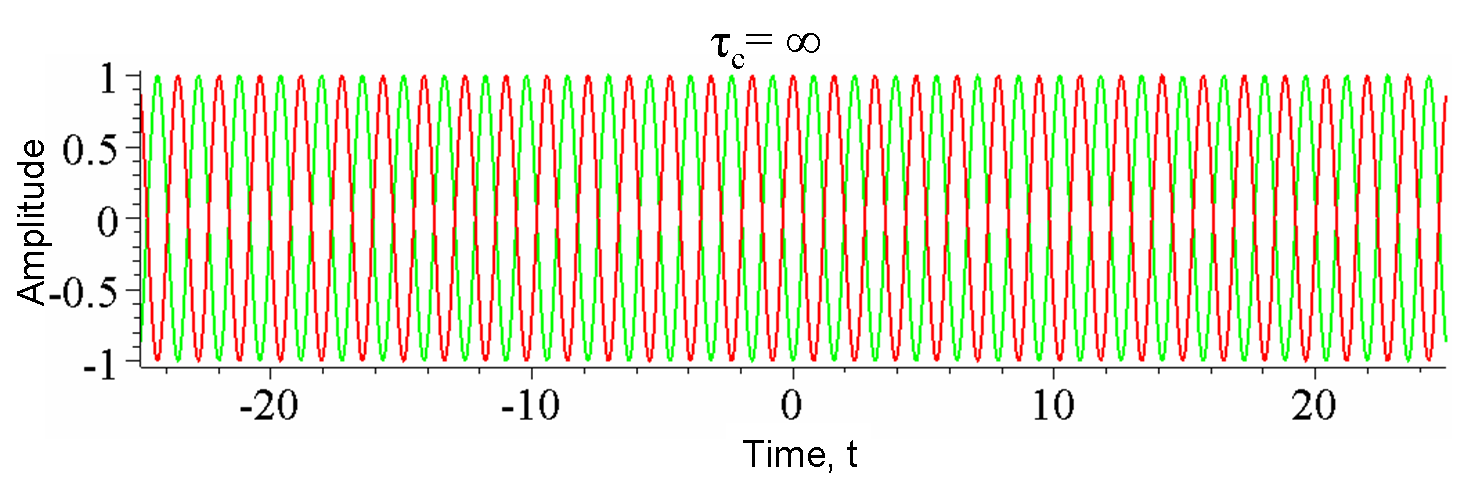
圖1：本圖顯示出，一個單色波的振幅（紅色），與延遲了時間的自己波的振幅（綠色），這兩個振幅隨著時間的演進而變化。這兩個波的相干時間是無窮大。因為，對於所有可能延遲時間，它們完全相干：。

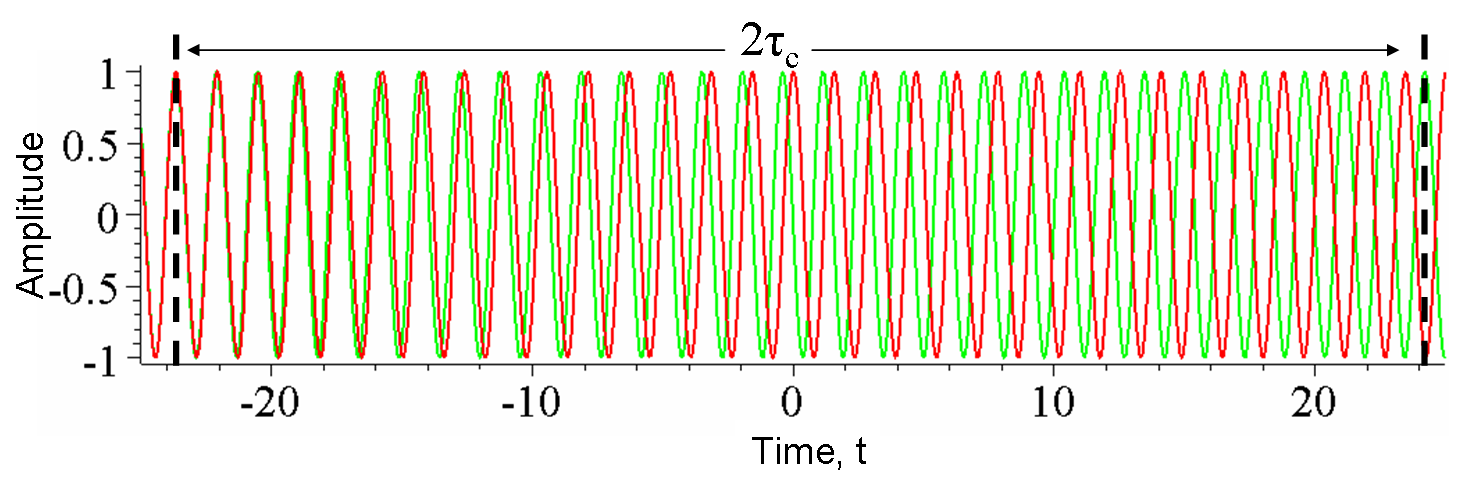
圖2：本圖顯示出，一個相位顯著飄移的準單色波的振幅（紅色，相干時間為），與延遲了時間的自己波的振幅（綠色），這兩個振幅隨著時間的演進而變化。在任何給定時間，紅色波會與綠色波互相干涉。但是由於一半時間，紅色波與綠色波同相，另一半時間，兩個波異相，所以，對於這延遲，經過時間平均後，自相干函數可以近似為0。

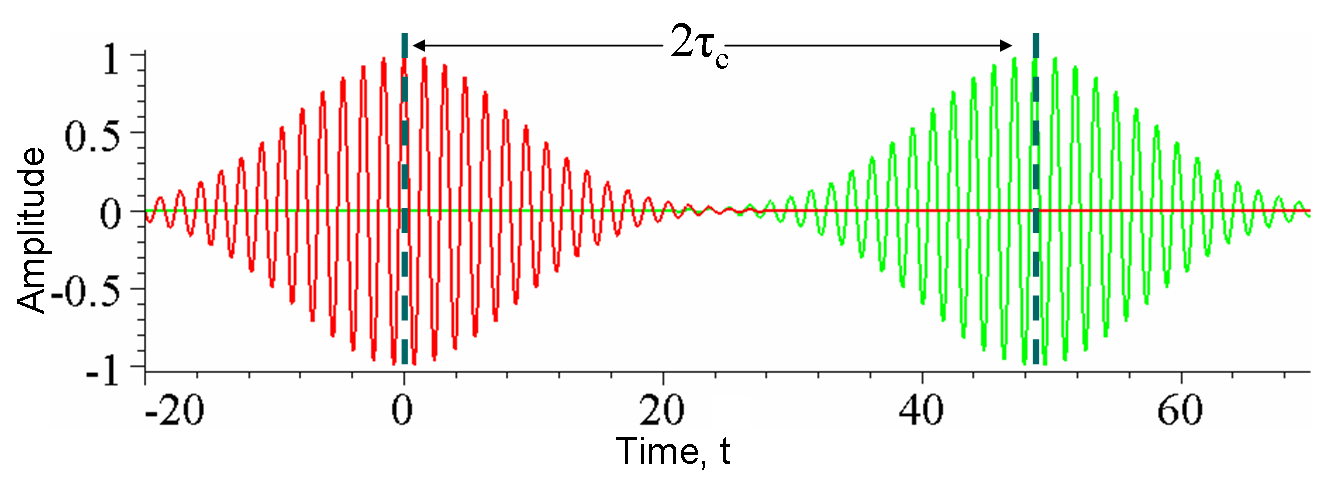
圖3：本圖顯示出，一個波包的振幅（紅色）與延遲了時間的自己波包的振幅（綠色），這兩個振幅隨著時間的演進而變化。從本圖可以觀察到，經過時間，波包的振幅有顯著地改變。在任何瞬時，紅色波包與綠色波包是不相關的；當一個波包在做大幅度振盪的時候，另一個波包卻是非常的平靜。所以，在這裏，並沒有干涉效應發生。換另一種方法來看，波包並沒有重疊於時間，在任何瞬時，最多只有一個波包貢獻震盪，不會產生干涉。

一個波{\displaystyle {\tilde {E}}_{1}(t)}與延遲了時間{\displaystyle \tau }的自己波，兩者之間的自相干函數{\displaystyle {\tilde {\Gamma }}_{11}(\tau )}，可以用來量度時間相干性。對應的複相干度為{\displaystyle {\tilde {\gamma }}_{11}(\tau )}，又稱為「複時間相干度」。時間相干性可以表達波源的單色性質，可以量度一個波在延遲某時間後干涉自己的能力，因此又稱為「縱向相干性」。經過一段延遲時間{\displaystyle \tau }後，假若一個波的相位或波幅開始發生足夠顯著的變化（因此自相干函數開始顯著地減小），則定義此延遲時間為「相干時間」{\displaystyle \tau _{c}}。有限長度的波列通過某固定點的有限時間大約是相干時間。當{\displaystyle \tau =0}時，一個波{\displaystyle {\tilde {E}}_{1}(t)}與自己的相干度為{\displaystyle |{\tilde {\gamma }}_{11}(0)|=1}；而當{\displaystyle \tau \geq \tau _{c}}時，相干度{\displaystyle |{\tilde {\gamma }}_{11}|}會顯著地減小，顯示在觀察屏的干涉圖樣也會變得模糊不清。「相干長度」{\displaystyle L_{c}}定義為，在相干時間{\displaystyle \tau _{c}}內，波所能傳播的距離，又稱為「縱向相干長度」。:560, 571-573

### 相干時間與頻寬的關係
由於周期的倒數是頻率，一個波在越短時間內，變的不自相干（{\displaystyle \tau _{c}}越小），則波的頻寬{\displaystyle \Delta f}越大。兩個物理量的關係方程為:358-359, 560
{\displaystyle \tau _{c}\Delta f\approx 1}。
用波長{\displaystyle \lambda =c/f}來表達，
{\displaystyle {\frac {L_{c}\Delta \lambda }{\lambda ^{2}}}\approx 1}。
用數學表述，這結果可以從傅立葉變換推導出來。自相干函數的傅里葉變換就是功率譜（每個頻率的輻照度）。:572

### 實例
試想下述四個關於時間相干性的實例：
- 對於任何時間間隔，一個單色波都是完全的自相干（參閱圖1）。
- 反過來說，一個相位迅速飄移的波，其相干時間必定很短（參閱圖2）。
- 類似地，具有較寬頻域的脈衝波（一種波包），由於振幅迅速地變化，所以，相干時間很短（參閱圖3）。
- 白光擁有非常寬的頻域，是一種振幅與相位都迅速變化的波。由於相干時間很短（10週期左右），常被稱為「不相干波」。

白光的頻寬大約為3×1014Hz，因此相干時間為3×10-15s，相干長度非常短，大約只有900nm。普通放電燈的頻寬也很寬闊，因此相干長度也相當短，大約為幾個mm數量級。國際標準Kr86低氣壓放電燈的相干長度比較長，大約為0.3m。:316
激光通常是最單色的光源。高度的單色性意味著相干長度很長。例如，單模氦氖激光器能夠發射相干長度接近400m的光。特別穩定性氦氖激光的相干長度可以達到1.5×107m。:316
全息攝影需要用到長相干時間的光。:635由於具有脈衝高能量與較長的相干時間這兩種優點，紅寶石激光時常被應用於全息攝影。:549相對比較，光學相干斷層掃描使用短相干時間的光。

### 測量方法

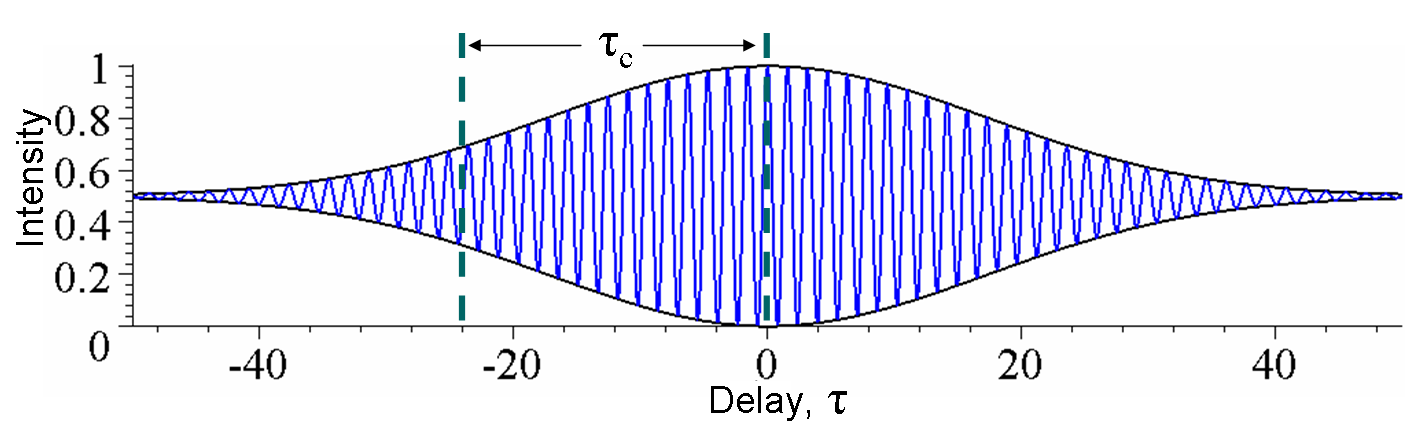
圖4：輸入波為圖 (2)或圖 (3)的波，在輻照度干涉儀輸出點偵測到的，經過時間平均後的輻照度，以延遲時間的函數形式繪製。假設將延遲時間改變半個週期，則干涉會從建設性轉換為摧毀性，或從摧毀性轉換為建設性。黑色曲線顯示出干涉包絡線，這是相干度的曲線。雖然，圖 (2)或圖 (3)的波有不同的持續期，它們有同樣的相干時間。

在光學裏，時間相干性可以用干涉儀來測量，例如，邁克生干涉儀或马赫-曾德尔干涉仪。干涉儀先將輸入波複製，延後{\displaystyle \tau }時間，然後將輸入波與複製波合併為輸出波，再用輻照度探測器來測量經過時間平均後的輸出波輻照度，得到的數據，稍加運算，可以求得干涉可見度。這樣，可以知道延遲時間為{\displaystyle \tau }的相干度。對於大多數的天然光源，由於相干時間超短於探測器的時間分辨率，探測器自己就可以完成時間平均工作。
思考圖 (3)案例，在相干時間{\displaystyle \tau _{c}}內，波的輻照度顯著地漲落不定。假設延遲時間為{\displaystyle 2\tau _{c}}，則一個無窮快的探測器所測量出的輻照度也會顯著地漲落不定。對於這案例，可以手工計算輻照度的時間平均值來求得時間相干性。

## 空間相干性

波源綿延有限尺寸的楊氏雙縫實驗示意圖。最右邊的干涉圖樣是由單獨點波源產生的圖樣。

為了展示出顯著的干涉圖樣，楊氏雙縫實驗所使用的光源必須具有空間相干性。光學影像系統與天文望遠鏡的製作必需考慮到光源的空間相干性。
空間相干性與波源的有限尺寸有關。這可以用楊式雙縫實驗來解釋。在典型的楊式雙縫實驗裏，只存在有一個點光源S，其所發射出的單色光，在通過不透明擋板的位於點S1、點S2的兩條狹縫之後，會在觀察屏顯示出干涉圖樣。現在將這實驗加以延伸，將點光源S改為綿延有限尺寸{\displaystyle b}的線光源。從做實驗獲得的結果，物理學者發覺，假定線光源與擋板之間的距離{\displaystyle R}足夠遠，則若要在觀察屏的中央軸區域顯示出干涉圖樣，必須先滿足以下條件：:42-43
{\displaystyle b\theta \lesssim \lambda }；
其中，{\displaystyle \theta }是點S1、點S2對於頂點S的夾角。{\displaystyle \lambda }是光波的平均波長。
注意到{\displaystyle \theta \approx {\mathcal {L}}/R}、{\displaystyle \alpha \approx b/R}；其中，{\displaystyle {\mathcal {L}}}是兩個狹縫之間的距離，{\displaystyle \alpha }是有限尺寸光源對於檔板中央軸交點的夾角。所以，必須滿足條件:42-43
{\displaystyle {\mathcal {L}}\lesssim \lambda /\alpha }。
因此，可以估算這問題的「橫向相干長度」為{\displaystyle {\mathcal {L}}_{c}=\lambda /\alpha }。假若兩個狹縫之間的距離大於{\displaystyle {\mathcal {L}}_{c}}，則干涉圖樣會消滅殆盡。對於三維案例，可以使用物理量「相干面積」，以方程式表示為{\displaystyle {\mathcal {A}}_{c}=\lambda ^{2}/\alpha ^{2}}。
在許多物理系統裏，像水波或光波一類的波可以傳播於一維或多維的空間。空間相干性量度位於點S1、點S2的兩個波擾，經過時間平均後，彼此相互干涉的能力。更精確地說，空間相干性是這兩個波擾除去了延遲時間因素之後的互相關函數。假設某波前的波幅為常數，則在其任意兩個位置的波擾，彼此之間都具有完全空間相干性。
繼續思考楊氏雙縫實驗，只專注於檔板與觀察屏之間的狀況。假設點S1、點S2的兩個波擾分別為{\displaystyle {\tilde {E}}_{1}(t)}、{\displaystyle {\tilde {E}}_{2}(t)}，則其互相干函數{\displaystyle {\tilde {\Gamma }}_{12}(\tau )=\langle {\tilde {E}}_{1}(t+\tau ){\tilde {E}}_{2}^{\,*}(t)\rangle }與點S1、點S2的位置和延遲時間{\displaystyle \tau }有關。由於在觀察屏的干涉圖樣，其中心點Q是中央軸與觀察屏的交點，從點S1、點S2同時發射的光波，會在同時抵達點Q，延遲時間為
{\displaystyle \tau =(r_{1}-r_{2})/c\approx 0}；
其中，{\displaystyle r_{1}}、{\displaystyle r_{2}}分別是從S1、點S2到點Q的距離，{\displaystyle c}是光速。
因此，除去了延遲時間因素，互相干函數{\displaystyle {\tilde {\Gamma }}_{12}(0)}可以量度在點S1、點S2的兩個波擾的空間相干性。複相干度{\displaystyle {\tilde {\gamma }}_{12}(0)}稱為在點S1、點S2的兩個波擾的「複空間相干度」。:572

### 實例
圖5：一個單色平面波，相干長度與相干面積為無窮值。
圖6：一個波前不規則的單色波。因為在點X1與點X1後面λ整數倍數之處的波幅永遠相同，相干長度為無窮值，因為在點X1與點X2的波幅永遠相同，相干面積也為無窮值。
圖7：一個波前不規則的波，相干長度與相干面積為有限值。
圖8：一個波前不規則、相干長度與相干面積為有限值的波，入射於具有一條狹縫的檔板。入射波穿過狹縫後，衍射出來的波，其空間相干性會增加。經過傳播一段距離，在離狹縫較遠處，圓形波前的波近似於平面波。相干面積變為無窮值，而相干長度不變。
圖9：兩個同樣的波，在空間裏傳播。一個波是另外一個波的位移，兩個波的相干長度與相干面積分別為無窮值。兩個波的結合，在某些位置，會建設性干涉（干涉相涨），在另外一些位置，會摧毀性干涉（干涉相消）。經過空間平均，探測器所觀察到的干涉圖樣，其干涉可見度會減低。例如，一個未校準的马赫-曾德尔干涉仪就會出現這種狀況。
試想一個電燈泡的鎢絲，從其不同位置會獨立地發射出毫無固定相位關係的光波。仔細觀察，在任意時間，光波的剖面都毫無規律可言。每經過一段相干時間{\displaystyle \tau _{c}}，光波的剖面都會機率性地變化。電燈泡是一個白光光源，相干時間{\displaystyle \tau _{c}}很短，是一個空間不相干光源。

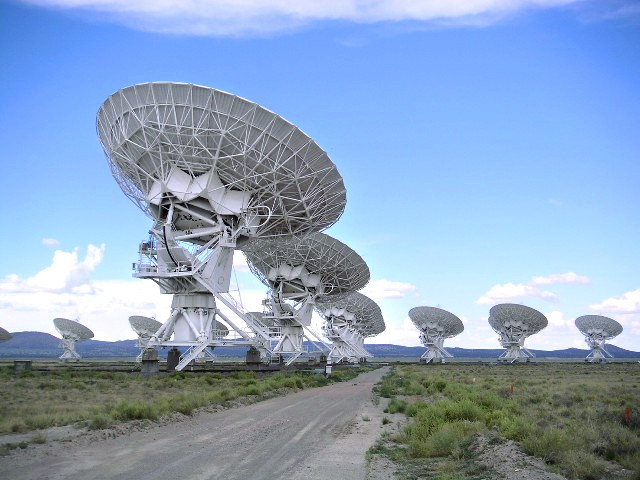
位于美国新墨西哥州的综合孔径射电望远镜甚大天线阵。

電波望遠鏡天線陣的空間相干性很高，在天線陣對端的每兩根天線所發射出的光波，彼此之間都有特別設計的固定相位關係。
雷射產生的光波的時間相干性與空間相干性通常都很高，其相干度依激光的性質而定。
全像攝影術的運作，需要時間相干與空間相干的光波。它的發明者，伽博·丹尼斯，在雷射還沒有被發明前，就已經成功地做出全像圖。他將水銀燈的發射線激發出的單色光，通過針孔過濾器，製成全像攝影術所需要的相干光波。
2011年2月，物理學者發現，冷卻至接近絕對零度的氦原子，當變為玻色-愛因斯坦凝聚時，它們的物理行為會如同雷射發射出的相干光束一樣。

## 波譜相干性

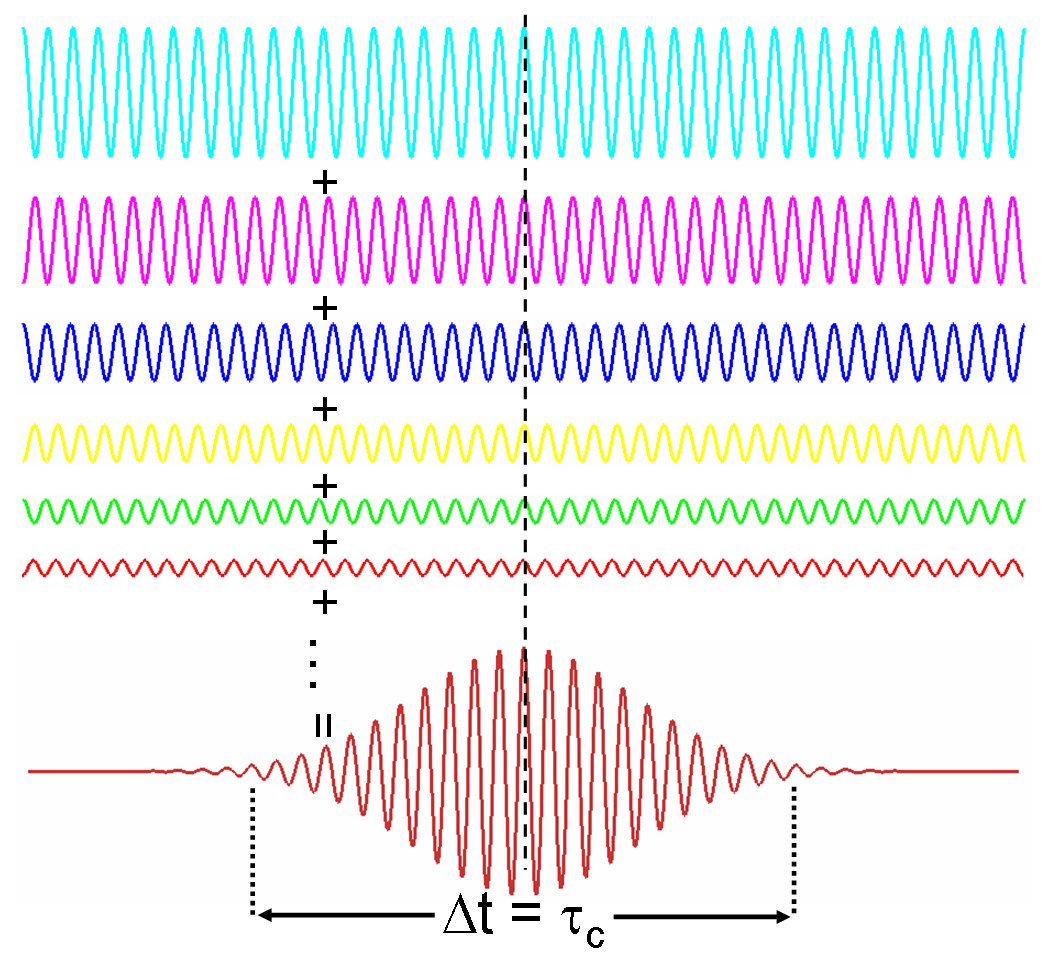
幾個不同頻率的波（在光學裏，不同顏色的光波），假若是相干的，則會因相互干涉而形成一個脈衝波。

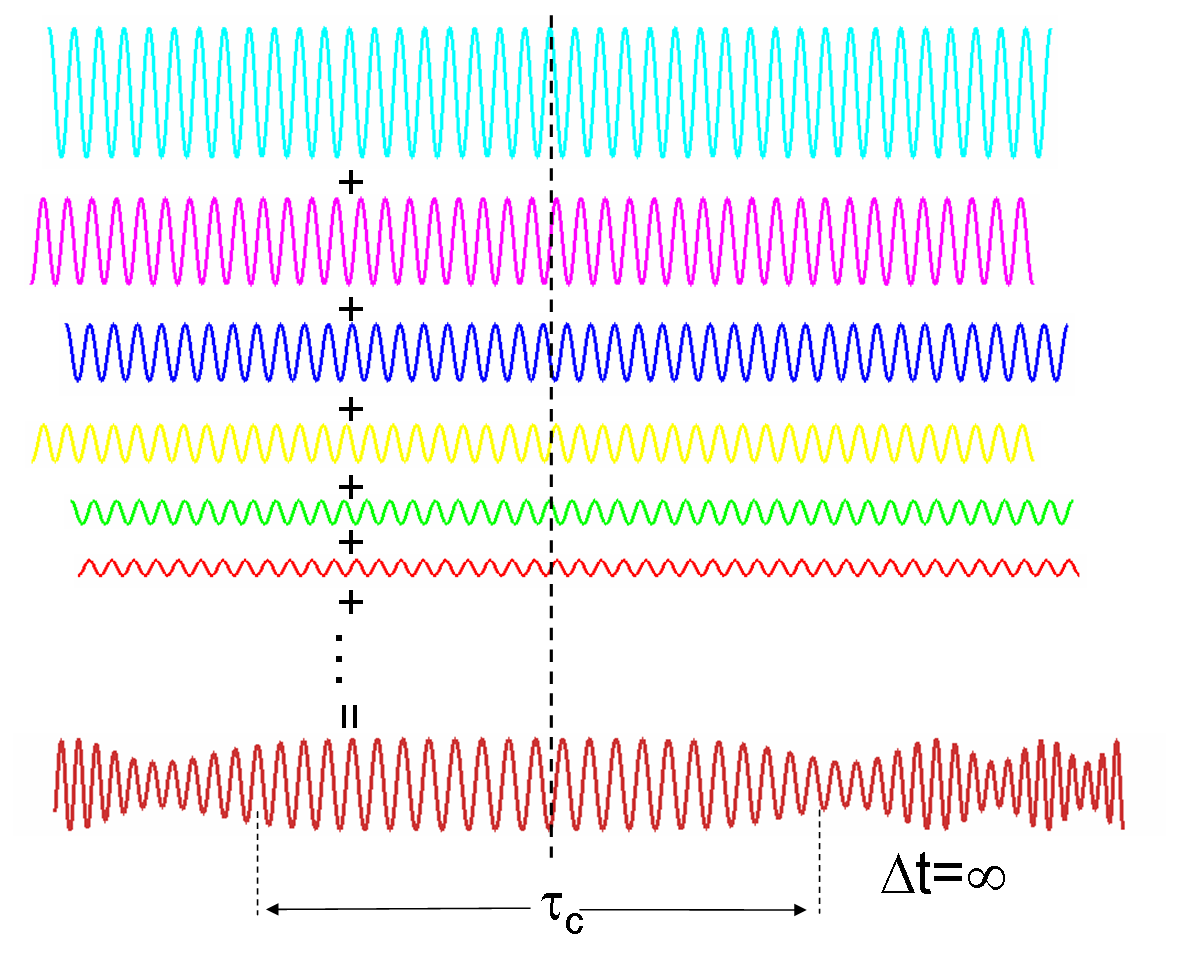
幾個波譜不相干的波因相互干涉而形成的波，其相位與波幅都會隨機變化。

不同頻率的波（在光學裏，不同顏色的光波），假若有固定的相對相位關係，則會因干涉而形成一個脈衝波（參閱傅里葉變換）。反過來說，假若不同頻率的波是不相干的，則結合在一起它們會形成像白光或白噪聲一類的波。脈衝波的時間持續期{\displaystyle \Delta t}被頻寬{\displaystyle \Delta f}限制，依據關係方程式：
{\displaystyle \Delta f\Delta t\geq 1}。
這關係方程式也可以從傅里葉變換推導出。對於量子尺寸的粒子，這是海森堡不確定原理的必然結果。
測量光的波譜相干性，需要用到非線形光波干涉儀，像輻照度相關器、頻域分辨光學開關或波譜相位干涉儀。

## 量子相干性
在量子力學裏，物質具有波動性（參閱德布羅意假說）。例如，楊氏雙縫實驗也可以用電子來完成。從電子源發射出的每一個電子可以穿過兩條狹縫中的任何一條狹縫，因此，有兩種抵達觀察屏最終位置的方法可供選擇。一種方法是將狹縫S1關閉，電子只能穿過狹縫S2；另一種方法是將狹縫S2關閉，電子只能穿過狹縫S1。每一種方法可以設定為一個特別的量子態。由於這兩個量子態會相互干涉，因而影響電子抵達偵測屏最終位置的機率分佈，也因此形成了觀察屏的干涉圖樣。這相互干涉的能力展現出粒子的「量子相干性」。
假若，試圖探測電子到底是經過哪一條狹縫。那麼，兩個量子態的相位關係會不再存在。這雙態系統就會被退相干化。這現象顯示出量子系統的互補性。
大尺寸（宏觀）量子相干會導致新穎奇異的現象，稱為宏觀量子現象。例如，雷射、超導現象、超流體等等，都是高度相干的量子系統，它們產生的效應可以在宏觀尺寸觀察到。超流體现象是玻色-愛因斯坦凝聚。所有組成凝聚的粒子都同相，可以用單獨一個量子波函數來描述。
換另一方面，薛丁格貓思想實驗強調，不能任意地將量子相干用在宏觀案例。但是，物理學者於2009年成功地在機械共振器的運動裏觀測到量子相干現象。

## 參閱
- 相干態
- 量子退相干
- 原子相干性（英语：coherence）